# Курсан
Ку́рсан (венг. Kurszán; убит в 904) — венгерский вождь (кенде), соправитель Арпада.
В 892 или 893 году вместе с Арнульфом Каринтийским Курсан атаковал Великую Моравию, чтобы обезопасить восточные границы Восточно-Франкского государства; Арнульф отдал ему все завоёванные в Моравии земли. Курсан также оккупировал земли Южной Венгрии, принадлежавшие Болгарскому царству. Осознав уязвимость страны для атаки с юга, он вошёл в альянс с византийским императором Львом VI, и они совместным ударом разбили болгарскую армию Симеона I.
Летом 904 года Людовик IV Дитя пригласил Курсана и его людей для переговоров на реку Фиша, где они все были убиты. После этого Арпад стал править единолично, и занял часть территории, принадлежавшей его бывшему партнёру. Семья Курсана поселилась в районе Обуды, где построила Курсанвара («Замок Курсана»); после смерти Курсана члены его семьи сменили фамилию на Карталь (Карт-эль, в переводе с тюркского «Старший род»).